# I viaggiatori delle tenebre
I viaggiatori delle tenebre (The Hitchhiker) è una serie televisiva fantastica in 85 episodi trasmessi per la prima volta nel corso di 6 stagioni dal 1983 al 1991.
È una serie televisiva di tipo antologico in cui ogni episodio rappresenta una storia a sé. Gli episodi sono storie di genere vario, dal drammatico all'horror e alla fantascienza, e vengono introdotti e raccontati da un autostoppista, interpretato da Nicholas Campbell dal 1983 al 1984 (3 episodi) e da Page Fletcher dal 1984 al 1991 (82 episodi).

## Produzione
La serie fu prodotta da Corazon Productions (1983), Quintina Productions (1984-1991), DiC Enterprises (1987-1989), Atlantique Productions (1989-1991) e La Cinq (1989-1991).  per un totale di 85 episodi in sei stagioni. 
La serie fu una co-produzione canadese, statunitense e francese e fu girata a Vancouver e a Toronto, in Canada, e in Francia. I viaggiatori delle tenebre fu creata da Lewis Chesler e Riff Markowitz, successivamente affiancati da Richard Rothstein. L'episodio pilota consiste di tre storie scritte da Richard Rothstein (le prime due) e da Jeph Loeb (la terza). Un CableACE Award fu assegnato a Gary Busey nella categoria migliore attore in una serie drammatica per l'episodio WGOD.

## Guest star
Tra le guest star ci sono Franco Nero, Ornella Muti, Kirstie Alley, Karen Black, Robert Carradine, Willem Dafoe, Helen Hunt, Claude Jade, Klaus Kinski, David Marshall Grant, Geraldine Page, Bill Paxton e Fred Ward.

### Registi
- Bruno Gantillon (7 episodi, 1989-1991)
- Phillip Noyce (5 episodi, 1985-1989)
- John Laing (5 episodi, 1987-1989)
- Carl Schenkel (4 episodi, 1985-1987)
- Jerry Ciccoritti (4 episodi, 1989-1990)
- Leon Marr (4 episodi, 1989-1990)
- Ivan Nagy (3 episodi, 1983)
- Christopher Leitch (3 episodi, 1984-1985)
- David Wickes (3 episodi, 1984-1985)
- Mai Zetterling (3 episodi, 1985)
- Chris Thomson (3 episodi, 1987)
- Brian Grant (2 episodi, 1985-1986)
- Richard Rothstein (2 episodi, 1985-1986)
- Colin Bucksey (2 episodi, 1987)
- Roger Andrieux (2 episodi, 1989)
- Randy Bradshaw (2 episodi, 1989)
- Aline Issermann (2 episodi, 1989)
- Robin Davis (2 episodi, 1990-1991)
- René Manzor (2 episodi, 1990-1991)
- Paul Verhoeven (1 episodio, 1986)

## Distribuzione
La serie è stata trasmessa negli Stati Uniti su HBO e First Choice dal 1983 al 1987 e su USA Network dal 1989 al 1991. In Italia è stata trasmessa su RaiUno dal 1991 e su LA7 dal 2002 con il titolo I viaggiatori delle tenebre.
Alcune delle uscite internazionali sono state:
- negli Stati Uniti il 23 novembre 1983 (The Hitchhiker)
- in Francia il 13 settembre 1986 (The Hitchhiker o Le voyageur)
- in Svezia il 30 giugno 2003
- in Messico e Venezuela (El caminante)
- nel Regno Unito (Deadly Nightmares)
- in Spagna (El autoestopista)
- in Grecia (I diadromi tou tromou)
- in Italia (I viaggiatori delle tenebre)

## Episodi
| Stagione         | Episodi | Prima TV USA | Prima TV Italia |
| ---------------- | ------- | ------------ | --------------- |
| Prima stagione   | 3       | 1983         |                 |
| Seconda stagione | 10      | 1984-1985    |                 |
| Terza stagione   | 13      | 1985-1986    |                 |
| Quarta stagione  | 13      | 1987         |                 |
| Quinta stagione  | 26      | 1989         |                 |
| Sesta stagione   | 20      | 1990-1991    |                 |